# 1652 au théâtre
| Années du théâtre : 1649 - 1650 - 1651 - 1652 - 1653 - 1654 - 1655    |
| Décennies du théâtre : 1620 - 1630 - 1640 - 1650 - 1660 - 1670 - 1680 |

## Événements
- décembre : La troupe de Molière est à Lyon et y séjourne jusqu'au printemps et peut-être l'été 1653.
- Face à l'échec de Pertharite, Corneille renonce au théâtre pour plusieurs années ; jusqu'en 1656, il se consacre à la traduction en vers de L'Imitation de Jésus-Christ. Il renoue avec la tragédie en 1659, avec Œdipe[1].

## Naissances
- Date précise non connue :

- - Iwai Hanshirō I, acteur japonais du genre kabuki, mort en 1699.

## Décès
- 4 février : Nicolas Mary, acteur, dramaturge et romancier français, né vers 1610.
- mai : Claude de L'Estoile, auteur dramatique et poète français, né en 1602.
- 15 juillet (baptême) : Inigo Jones, architecte et scénographe anglais, baptisé le 15 juillet 1573.
- 24 septembre : Richard Brome, dramaturge anglais, auteur de comédies, né vers 1590.
- 20 octobre : Antonio Coello, dramaturge et poète espagnol, né le 26 octobre 1611.
- 29 novembre : Francesco Angeloni, écrivain et antiquaire italien, auteur de comédies, né en 1587.